# Albert Faigenbaum
Albert Faigenbaum (ur.  1946) – francuski brydżysta, World Life Master (WBF), European Master (EBL).

## Wyniki brydżowe

### Olimpiady
Na olimpiadach uzyskał następujące rezultaty:
| Olimpiady brydżowe. Zawody teamów | Olimpiady brydżowe. Zawody teamów | Olimpiady brydżowe. Zawody teamów | Olimpiady brydżowe. Zawody teamów | Olimpiady brydżowe. Zawody teamów | Olimpiady brydżowe. Zawody teamów |
| Rok                               | Miejsce                           | Zawody                            | Kategoria                         | Drużyna                           | Pozycja                           |
| --------------------------------- | --------------------------------- | --------------------------------- | --------------------------------- | --------------------------------- | --------------------------------- |
| 2008                              | Pekin                             | 1. Olimpiada Sportów Umysłowych   | Seniorzy                          | France                            | 17                                |
| 2004                              | Stambuł                           | 12. Olimpiada Teamów              | Seniorzy                          | France                            | 4                                 |

| Olimpiady brydżowe. Zawody Indywidualne | Olimpiady brydżowe. Zawody Indywidualne | Olimpiady brydżowe. Zawody Indywidualne | Olimpiady brydżowe. Zawody Indywidualne | Olimpiady brydżowe. Zawody Indywidualne |
| Rok                                     | Miejsce                                 | Zawody                                  | Kategoria                               | Pozycja                                 |
| --------------------------------------- | --------------------------------------- | --------------------------------------- | --------------------------------------- | --------------------------------------- |
| 2008                                    | Pekin                                   | 1 Olimpiada Sportów Umysłowych          | Open                                    | 22                                      |

### Zawody światowe
W światowych zawodach zdobył następujące lokaty:
| Mistrzostwa Świata. Konkurencja teamów | Mistrzostwa Świata. Konkurencja teamów | Mistrzostwa Świata. Konkurencja teamów                | Mistrzostwa Świata. Konkurencja teamów | Mistrzostwa Świata. Konkurencja teamów | Mistrzostwa Świata. Konkurencja teamów |
| Rok                                    | Miejsce                                | Zawody                                                | Kategoria                              | Drużyna                                | Pozycja                                |
| -------------------------------------- | -------------------------------------- | ----------------------------------------------------- | -------------------------------------- | -------------------------------------- | -------------------------------------- |
| 2010                                   | Filadelfia                             | 13. Seria Mistrzostw Świata                           | Open                                   | Zaleski                                | 17                                     |
| 2007                                   | Szanghaj                               | 38. Mistrzostwa Świata Teamów                         | Trans                                  | Zaleski                                | 11                                     |
| 2006                                   | Werona                                 | 12 Mistrzostwa Świata                                 | Open                                   | Blumenthal                             | 145                                    |
| 2006                                   | Werona                                 | 12. Mistrzostwa Świata                                | Seniorzy                               | Romik                                  | 21                                     |
| 2004                                   | Stambuł                                | 3. Transnarodowe Mistrzostwa Świata Teamów Mikstowych | Miksty                                 | Halfon                                 | 13                                     |
| 2003                                   | Monte Carlo                            | 36. Mistrzostwa Świata Teamów                         | Trans                                  | Mari                                   | 38                                     |
| 2002                                   | Montreal                               | 11. Mistrzostwa Świata                                | Open                                   | Blumenthal                             | 17                                     |
| 2001                                   | Paryż                                  | 35. Mistrzostwa Świata Teamów                         | Trans                                  | Blumenthal                             | 44                                     |
| 1998                                   | Lille                                  | 10. Mistrzostwa Świata                                | Open                                   | Sussel                                 | 113                                    |
| 1997                                   | Hammamet                               | 33. Mistrzostwa Świata Teamów                         | Trans                                  | Sharif                                 | 11                                     |
| 1994                                   | Albuquerque                            | 9. Mistrzostwa Świata                                 | Open                                   | Blumenthal                             | 33                                     |
| 1982                                   | Biarritz                               | 6. Mistrzostwa Świata                                 | Open                                   | Schemeil                               | 1                                      |

| Mistrzostwa Świata. Konkurencja par | Mistrzostwa Świata. Konkurencja par | Mistrzostwa Świata. Konkurencja par | Mistrzostwa Świata. Konkurencja par | Mistrzostwa Świata. Konkurencja par | Mistrzostwa Świata. Konkurencja par |
| Rok                                 | Miejsce                             | Zawody                              | Kategoria                           | Partner                             | Pozycja                             |
| ----------------------------------- | ----------------------------------- | ----------------------------------- | ----------------------------------- | ----------------------------------- | ----------------------------------- |
| 2010                                | Filadelfia                          | 13. Mistrzostwa Świata              | Seniorzy                            | Romain Zaleski                      | 20                                  |
| 2006                                | Werona                              | 12. Mistrzostwa Świata              | Seniorzy                            | Romain Zaleski                      | 21                                  |
| 2002                                | Montreal                            | 11. Mistrzostwa Świata              | Open                                | Alain de Saint Pastou               | 239                                 |
| 1998                                | Lille                               | 10. Mistrzostwa Świata              | Miksty                              | Colette Lise                        | 177                                 |
| 1998                                | Lille                               | 10. Mistrzostwa Świata              | Open                                | Dominique Pilon                     | 32                                  |

| Mistrzostwa Świata. Konkurencja indywidualna | Mistrzostwa Świata. Konkurencja indywidualna | Mistrzostwa Świata. Konkurencja indywidualna | Mistrzostwa Świata. Konkurencja indywidualna | Mistrzostwa Świata. Konkurencja indywidualna | Mistrzostwa Świata. Konkurencja indywidualna |
| Rok                                          | Miejsce                                      | Zawody                                       | Kategoria                                    | Pozycja                                      |                                              |
| -------------------------------------------- | -------------------------------------------- | -------------------------------------------- | -------------------------------------------- | -------------------------------------------- | -------------------------------------------- |
| 1992                                         | Paryż                                        | 1. Indywidualne Mistrzostwa Świata           | Open                                         | 15                                           |                                              |

### Zawody europejskie
W europejskich zawodach zdobył następujące lokaty:
| Zawody europejskie. Konkurencja teamów | Zawody europejskie. Konkurencja teamów | Zawody europejskie. Konkurencja teamów | Zawody europejskie. Konkurencja teamów | Zawody europejskie. Konkurencja teamów | Zawody europejskie. Konkurencja teamów |
| Rok                                    | Miejsce                                | Zawody                                 | Kategoria                              | Drużyna                                | Pozycja                                |
| -------------------------------------- | -------------------------------------- | -------------------------------------- | -------------------------------------- | -------------------------------------- | -------------------------------------- |
| 2009                                   | Paryż                                  | 8. Puchar Europy                       | Open                                   | Host France                            | 11                                     |
| 2009                                   | San Remo                               | 4. Otwarte Mistrzostwa Europy          | Open                                   | Zaleski                                | 17                                     |
| 2009                                   | San Remo                               | 4. Otwarte Mistrzostwa Europy          | Miksty                                 | Zaleski                                | 9                                      |
| 2007                                   | Wrocław                                | 6. Puchar Europy                       | Open                                   | FNC - France                           | 5                                      |
| 2007                                   | Antalya                                | 3. Otwarte Mistrzostwa Europy          | Open                                   | Zaleski                                | 9                                      |
| 2005                                   | Teneryfa                               | 2 Otwarte Mistrzostwa Europy           | Open                                   | Blumenthal                             | 17                                     |
| 2004                                   | Malmö                                  | 47. Mistrzostwa Europy Teamów          | Seniorzy                               | France                                 | 3                                      |
| 2003                                   | Mentona                                | 1 Otwarte Mistrzostwa Europy           | Open                                   | Blumenthal                             | 73                                     |
| 2003                                   | Mentona                                | 1. Otwarte Mistrzostwa Europy          | Miksty                                 | Quantin                                | 9                                      |
| 2002                                   | Ostenda                                | 7. Mistrzostwa Europy Mikstów          | Miksty                                 | Damiani                                | 16                                     |
| 1998                                   | Akwizgran                              | 5. Mistrzostwa Europy Mikstów          | Miksty                                 | Lise                                   | 25                                     |

| Zawody europejskie. Konkurencja par | Zawody europejskie. Konkurencja par | Zawody europejskie. Konkurencja par | Zawody europejskie. Konkurencja par | Zawody europejskie. Konkurencja par | Zawody europejskie. Konkurencja par |
| Rok                                 | Miejsce                             | Zawody                              | Kategoria                           | Partner                             | Pozycja                             |
| ----------------------------------- | ----------------------------------- | ----------------------------------- | ----------------------------------- | ----------------------------------- | ----------------------------------- |
| 2009                                | San Remo                            | 4. Otwarte Mistrzostwa Europy       | Open                                | Romain Zaleski                      | 72                                  |
| 2007                                | Antalya                             | 3. Otwarte Mistrzostwa Europy       | Seniorzy                            | Romain Zaleski                      | 30                                  |
| 2003                                | Mentona                             | 1. Otwarte Mistrzostwa Europy       | Seniorzy                            | José Damiani                        | 20                                  |
| 2002                                | Ostenda                             | 7. Mistrzostwa Europy Mikstów       | Mikst                               | Elisabeth Delor                     | 390                                 |
| 2001                                | Sorrento                            | 11. Mistrzostwa Europy Par          | Open                                | Christian Mari                      | 166                                 |
| 1995                                | Rzym                                | 8. Mistrzostwa Europy Par           | Open                                | Georges Blumenthal                  | 204                                 |
| 1993                                | Bielefeld                           | 7. Mistrzostwa Europy Par           | Open                                | Georges Blumenthal                  | 267                                 |
| 1987                                | Paryż                               | 4. Mistrzostwa Europy Par           | Open                                | Dominique Pilon                     | 45                                  |

## Klasyfikacja
- Albert Faigenbaum – klasyfikacja WBF (ang.)
- Albert Faigenbaum – klasyfikacja EBL (ang.)